# Панін Іван Федорович
Іван Федорович Панін (10 жовтня 1912, село Середні Ростоки Тульської губернії, тепер Арсеньївського району Тульської області, Російська Федерація — 1974, місто Москва, тепер Російська Федерація) — радянський державний діяч, залізничник, машиніст депо Москва-Сортувальна Московсько-Рязанської залізниці. Депутат Верховної ради СРСР 2-го скликання. Герой Соціалістичної Праці (5.11.1943).

## Життєпис
Народився в селянській родині.
З 1932 року почав працювати на залізниці. Був помічником машиніста, машиністом депо Москва-Сортувальна Московсько-Рязанської залізниці.
Працював на маневрових та магістральних паровозах, брав участь у кривоносівському русі. З 1939 року працював на новому паровозі СО № 18-1735. Разом із напарником підняв вагу вантажних поїздів із півтори до двох тисяч тонн, технічну швидкість — з 27 до 45 кілометрів на годину. Пробіг його паровоза між постановками на ремонт промивання збільшився вчетверо і досяг 15 тисяч кілометрів. Під час німецько-радянської війни Панін разом зі своєю бригадою подовжив пробіг між ремонтами паровоза до 60-70 тисяч кілометрів.
Указом Президії Верховної Ради СРСР від 5 листопада 1943 року «за особливі заслуги у забезпеченні перевезень для фронту та народного господарства та видатні досягнення у відновленні залізничного господарства у важких умовах воєнного часу» Паніну Івану Федоровичу було присвоєно звання Героя Соціалістичної Праці з врученням ордена Леніна та золотої медалі «Серп та Молот».
У 1944—1945 роках був слухачем Центральних технічних курсів Народного комісаріату шляхів сполучення СРСР.
З 1945 року продовжував працювати машиністом, з 1963 року — машиністом-інструктором депо Москва-Сортувальна Московсько-Рязанської залізниці.
Помер у 1974 році. Похований на Люблінському цвинтарі Москви.

## Нагороди
- Герой Соціалістичної Праці (5.11.1943)
- орден Леніна (5.11.1943)
- медаль «За доблесну працю у Великій Вітчизняній війні 1941—1945 рр.» (1945)
- медалі
- знаки «Почесний залізничник»